# Макарій Оптинський
Ієросхимонах Макарій (у миру Михайло Миколайович Іванов) (20 листопада (3 грудня) 1788 - 7 (20) вересня 1860 ) - священнослужитель Російської православної церкви, преподобний оптинський старець РПЦ . День пам'яті 20 вересня.

## Біографія
Майбутній ієросхимонах Макарій народився у селі Щеп'ятині Дмитрівського повіту Орловської губернії (нині село в Брасівському районі Брянської області) у родині дворян. Був старшим у сім'ї, де окрім нього було три брати: Олексій, Павло, Петро та сестра Варвара. Мати, Єлизавета Олексіївна, померла від сухот у 1797 році; в цей час вони жили на околицях Калуги.
У Карачеві, де жила сестра Миколи, він здобув шкільну освіту, але вже у чотирнадцятирічному віці був змушений вступити на службу бухгалтером до Льговського повітового казначейства; через три роки він отримав посаду начальника столу лічильної експедиції в Курську в Казённой палаті. У 1806 році, після смерті батька, вийшов у відставку і поїхав у спадок у Орловській губернії.
У 1810 році Михайло вирушив на прощу в Площанську Богородицьку пустинь, що знаходилася в 40 верстах від маєтку і прийняв рішення залишитися в ній - 16 листопада 1810 Михайло був прийнятий в монастир і 24 грудня того ж року був пострижений в рясофор з ім'ям Мелхіседек.
7 березня 1815 був пострижений в мантію з ім'ям Макарій, на честь преп. Макарія Великого . У цьому ж році в Площанську пустель переселився старець Афанасій (Захаров), учень Паїсія (Величковського), в якому він знайшов духовного наставника.
Його духовним наставником в Оптиній став преподобний Леонід (у схимі Лев) Оптинський . Завдяки старцю Макарію було видано зібрані в Оптиному рукописі та переклади прп. Паїсія (Величківського). Велику допомогу йому надавали духовні чада —  філософ і літератор І. У. Киреевский і його дружина Наталія Петрівна. Під впливом прп. Макарія виникла ціла школа видавців та перекладачів духовної літератури. На сповідь та благословення до прп. Макарія приїжджали А. К. Толстой та А. С. Хом'яков, Н. В. Гоголь та А. Н. Муравйов .
Сім років преподобні старці Лев та Макарій керували духовним життям братії та багатьох тисяч людей.
За два роки до смерті преподобний Макарій прийняв велику схиму. До смерті преподобний приймав духовних чад і паломників, наставляючи і благословляючи їх.